# Алергія на латекс
Алергія на латекс  — термін, що охоплює цілий ряд алергічних реакцій на білки, присутні у латексі на основі натурального каучуку. Алергія на латекс виникає після повторних контактів з латексом на основі натурального каучуку.  Коли медичні вироби чи прилади контактують зі слизовими оболонками, може відбуватись абсорбція білків латексу. Імунна система деяких сприйнятливих людей виробляє антитіла, які імунологічно реагують на ці антигенні білки. Позаяк багато елементів містять або зроблені з натурального каучуку, в тому числі підошви взуття, канцелярські гумки, гумові рукавички, презервативи, соски дитячих пляшечок і повітряні кульки. Є багато можливих шляхів впливу, які можуть викликати реакцію. У людей із алергією на латекс можуть також бути або розвиватись перехресні алергічні реакції на деякі фрукти, наприклад на банани.

## Епідеміологія
Орієнтовна частота підвищеної чутливості до латексу у загальній популяції коливається від 0.8 % до 8.2 %.
Для медичних працівників — від 4 % до 17 %.
Для працівників гумової промисловості — близько 10 %.

## Типи
Латекс із природного каучуку може викликати алергічні реакції типу I і тип IV, а також подразнюючий контактний дерматит.

### Тип I
Найчастіша та найбільш рідкісна форма алергії на латекс, гіперчутливість негайного типу can може викликати негайну та потенційно небезпечну для життя реакцію, подібну до реакції на укус бджоли. Такі реакції припадає значна частка періопераційних анафілактичних реакцій, особливо у дітей з міеломенінгоцеле. Алергічна реакція першого типу на латекс з натурального каучуку — це зумовлена імуноглобулінами Е алергічна реакція на білки дерева Hevea brasiliensis, типу каучукового дерева.
Алергічна реакція типу І на латекс визначаєть за допомогою виявлення у крові пацієнта імуноголобулінів типу E на білки латексу.
Анафілактичний шок може бути спровокований у людини зі схильністю до алергії після попереднього використання латексу поблизу: зазвичай латекс припудрений для попередження злипання, білки латексу приєднуються до часточок пудри. При використанні латексних  виробів пудра може потрапляти у повітря. Її вдихання чутливими людьми може викликати небезпечні для життя реакції.
У відділеннях радіології алергічна реакція на латекс може імітувати алергію на контраст середнього ступеня важкості.

### Тип IV (алергічний контактний дерматит)
Алергічна реакція тип IV (алергічний контактний дерматит) проходить у вигляді відстрочено шкірного висипу, подібного до отруйного плюща, із утворенням пухирів на шкірі (див. урусіол-індукований дерматит urushiol-induced contact dermatitis). Його можна діагностувати за позитивним шкірними пробами, хоча негативний тест не виключає підвищеної чутливості до латексу. Сильне подразнення виникає при введенні латекс-вмісного сечового катетера пацієнту з алергією на латекс. Воно буде особливо сильним у випадку радикальної простатектомії, оскільки є відкрита рана та контакт може тривати 2 тижні.

### Подразнюючий контактний дерматит
Латекс з натурального каучуку може також спричиняти подразнюючий контактний дерматит. Це слабша форма реакції, оскільки у цьому випад не задіюється імунна система. Контактний дерматит проявляється сухими сверблячими подразненими ділянками на шкірі, найчастіше на руках. Подразнюючий контактний дерматит, спричинений латексними рукавичками, підвищує ймовірність передачі внутрішньолікарняної інфекції, включаючи інфекції, що передаються через кров.

### Латекс-фруктовий синдром
У людей, які мають алергію на латекс, може також бути або розвинутись гіперчутливість на деякі рослини і / або продукти цих рослин, наприклад на фрукти — латекс-фруктовий синдром. При ньому алергічна реакція може виникати на плоди (та насіння) банана, ананасу, авокадо, каштану, ківі, манго, маракуї, інжиру, суниць та сої, тощо. Деякі, але ну усі ці плоди містять форму латексу. Гевеїн-подібні білкові домени — можлива причина перехресних алергічних реакцій між латексом та бананам та плодами звагалі.
Латекс з натурального каучуку має кілька конформаційних епітопів, розміщених на кількох ферментах, наприклад на Hev b 1, Hev b 2, Hev b 4, Hev b 5 and Hev b 6.02.
FITkit — це метод метод визначення алергену латексу для кількісного виявллення головний специфічних алергенів латексу з натурального каучуку (англ. natural rubber latex, NRL): Hev b 1, Hev b 3, Hev b 5 та Hev b 6.02.

## Фактори ризику
- Діти з розщепленням хребта. До 68 % з них мають високий ризик розвитку реакції[25].
- Працівники гумової промисловості, які протягом тривалого періоду контактують з великими кількостями латексу. Близько у 10 % з них розвивається алергічна реакція.
- Медичні працівники. З огляду на повсюдне використання латексних продуктів у медичних установах, надання допомоги при алергії на латекс представляє значні організаційні проблеми. Ті медичні працівники, як от лікарі, медичні сестри, дантисти та стоматологи, співробітники операційних, лаборанти, технічний персонал, які часто використовують латексні рукавички та інші латексні-вмісні медичні вироби, є у зоні ризику розвитку алергії на латекс[26]. Від 4 % до 17 % працівників охорони здоров'я мають реакцію на латекс, яка звичайно проявляється у вигляді  подразнюючого контактного дерматиту. Проте за рахунок сенсибілізація можливе прогресування до анафілактичного шоку. Крім незручності і в деяких випадках небезпеки для життя, це перешкоджатиме людині працювати з будь-якою кількістю латексу і може вплинути на його шанс зберегти своє покликання[5]. У Лікарні Джона Гопкінса ризик алергічних реакцій з боку пацієнта в операційній визнали настільки високим, що замінили усі латексні хірургічні рукавички на синтетичні альтернативи[27].
- Люди, яким багаторазово проводились хірургічні процедури, особливо в дитячому віці.

## Альтернативи
- Синтетичний каучук, наприклад еластан, неопрен, нітрил та штучно синтезований поліізопреновий латекс не містять білків дерева Гевеї (лат. Hevea brasiliensis)[28].
- Продукти, зроблені з натуральних каучукових емульсій з гваюли не містять білків Гевеї та не спричиняють алергічних реакцій у людей чутливих до білків Гевеї[29][30].
- Хімічна обробка для зменшення кількості антигенних білків у латексі із Гевеї принесла нові альтернативні матеріали, такі як Vytex[en]. Вони зменшують контакт з алергенами латексу, але зберігають властивості природного каучуку.
- У 1994 для людей з алергією на латекс було виготовлено перші поліуретанові.

Для деяких людей, чутливість настільки велика, що заміна латексних виробів виробами з альтернативних матеріалів все ще може привести до реакції, якщо продукція виробляється в тій же установі, що і латекс-вмісні вироби, через слідові кількості латексу із натурального каучуку на нелатексних виробах.